# Monolistra (Microlistra) sketi
Monolistra (Microlistra) sketi is een pissebed uit de familie Sphaeromatidae. De wetenschappelijke naam van de soort is voor het eerst geldig gepubliceerd in 1971 door Deeleman-Reinhold.